# Сеньківська сільська рада (Куп'янський район)
Се́ньківська сільська́ ра́да — адміністративно-територіальна одиниця та орган місцевого самоврядування в Куп'янському районі Харківської області. Адміністративний центр — село Сенькове.

## Загальні відомості
- Сеньківська сільська рада утворена в 1930 році.
- Територія ради: 63,73 км²
- Населення ради: 1 272 особи (станом на 2001 рік)
- Територією ради протікає річка Оскіл.

## Населені пункти
Сільській раді підпорядковані населені пункти:
- с. Сенькове

## Склад ради
Рада складається з 16 депутатів та голови.
- Голова ради: Кулик Олександр Миколайович
- Секретар ради: Шляхова Галина Миколаївна

### Керівний склад попередніх скликань
| Прізвище, ім'я, по батькові | Основні відомості                                                                     | Дата обрання | Дата звільнення |
| --------------------------- | ------------------------------------------------------------------------------------- | ------------ | --------------- |
| Мороз Лариса Йосипівна      | Сільський голова, 1955 року народження, член Народної партії                          | 26.03.2006   | 31.10.2010      |
| Кулик Олександр Миколайович | Сільський голова, 1966 року народження, освіта незакінчена вища, член Партії регіонів | 31.10.2010   |                 |

Примітка: таблиця складена за даними сайту Верховної Ради України

### Депутати
За результатами місцевих виборів 2010 року депутатами ради стали:

#### За суб'єктами висування
| Суб'єкт висування | Кількість обраних депутатів | %    |
| ----------------- | --------------------------- | ---- |
| Партія регіонів   | 15                          | 93,8 |
| Самовисування     | 1                           | 6,3  |

#### За округами
| № округу        | Прізвище, ім'я, по батькові       | Дата визнання обраним | Освіта             | Партійна приналежність | Відомості про обраного депутата                     |
| --------------- | --------------------------------- | --------------------- | ------------------ | ---------------------- | --------------------------------------------------- |
| Партія регіонів |                                   |                       |                    |                        |                                                     |
| 1               | Чуприна Надія Іванівна            | 01.11.2010            | середня            | член Партії регіонів   | ФОП Шевцова Л. С., реалізатор                       |
| 2               | Сокол Ірина Іванівна              | 01.11.2010            | середня            | член Партії регіонів   | Сеньківська дільнична лікарні, реєстратор           |
| 3               | Глухенченко Алла Вікторівна       | 01.11.2010            | вища               | член Партії регіонів   | ФОП Шевцова Л. С., продавець                        |
| 4               | Чекарда Наталя Василівна          | 01.11.2010            | середня            | член Партії регіонів   | Відділення поштового зв'язку с. Сенькове, начальник |
| 5               | Ришкіна Світлана Петрівна         | 01.11.2010            | вища               | член Партії регіонів   | Сеньківська загальноосвітня школа, вчитель          |
| 6               | Соляник Світлана Вікторівна       | 01.11.2010            | середня спеціальна | член Партії регіонів   | Сеньківський сільський клуб, завідувачка            |
| 7               | Курило Любов Миколаївна           | 01.11.2010            | середня спеціальна | член Партії регіонів   | Сеньківська дільнична лікарня, медстатистик         |
| 8               | Буряк Марина Георгіївна           | 01.11.2010            | вища               | член Партії регіонів   | Сеньківська сільська рада, головний бухгалтер       |
| 9               | Шляхова Галина Миколаївна         | 01.11.2010            | вища               | член Партії регіонів   | Сеньківська сільська рада, секретар                 |
| 10              | Заїка Володимир Борисович         | 01.11.2010            | середня спеціальна | член Партії регіонів   | тимчасово не працює                                 |
| 11              | Мороз Лариса Йосипівна            | 01.11.2010            | середня спеціальна | член Партії регіонів   | Сеньківська сільська рада, голова                   |
| 13              | Шевченко Володимир Григорович     | 01.11.2010            | вища               | член Партії регіонів   | Сеньківське лісництво, лісничий                     |
| 14              | Зеленська Валентина Володимирівна | 01.11.2010            | середня спеціальна | член Партії регіонів   | Сеньківська дільнична лікарня, сімейна медсестра    |
| 15              | Тімченко Надія Володимирівна      | 01.11.2010            | середня спеціальна | член Партії регіонів   | Сеньківська дільнична лікарня, медсестра            |
| 16              | Орос Ольга Володимирівна          | 25.06.2013            | середня            | член Партії регіонів   | тимчасово не працює                                 |
| Самовисування   |                                   |                       |                    |                        |                                                     |
| 12              | Маслова Олена Василівна           | 01.11.2010            | вища               | позапартійна           | тимчасово не працює                                 |